# Opus Postumum
El Opus Postumum fue la última obra del filósofo alemán Immanuel Kant, que murió en 1804. Aunque en 1882 se intentó publicar el manuscrito, no fue hasta 1936-1938 cuando apareció una edición en alemán de todo el manuscrito.

## Historia del manuscrito
Uno de los problemas experimentados en el manejo del manuscrito es que las hojas individuales no habían sido encuadernadas, y tras la muerte de Kant los curiosos que visitaban su casa desordenaron su orden. Johann Friedrich Schultz, amigo íntimo y expositor de confianza de Kant, recibió el manuscrito de manos del albacea de Kant, Ehregott Andreas Wasianski. Sin embargo, Schultz declaró que el manuscrito estaba apenas comenzado y que no era editable. Schultz se lo pasó entonces a Carl Christoph Schoen, que se había casado con la sobrina de Kant. Schoen intentó editar el texto, pero abandonó el proyecto. El manuscrito permaneció perdido entre sus papeles durante cincuenta años, hasta que fue descubierto por su hija tras su muerte.